# (33514) Changpeihsuan
1999 GF34 (asteroide 33514) é um asteroide da cintura principal. Possui uma excentricidade de 0.12086680 e uma inclinação de 6.97280º.
Este asteroide foi descoberto no dia 6 de abril de 1999 por LINEAR em Socorro.